# Xã Columbia, Quận Lorain, Ohio
Xã Columbia (tiếng Anh: Columbia Township) là một xã thuộc quận Lorain, tiểu bang Ohio, Hoa Kỳ. Năm 2010, dân số của xã này là 7.040 người.